# Hiéroglyphe égyptien R19

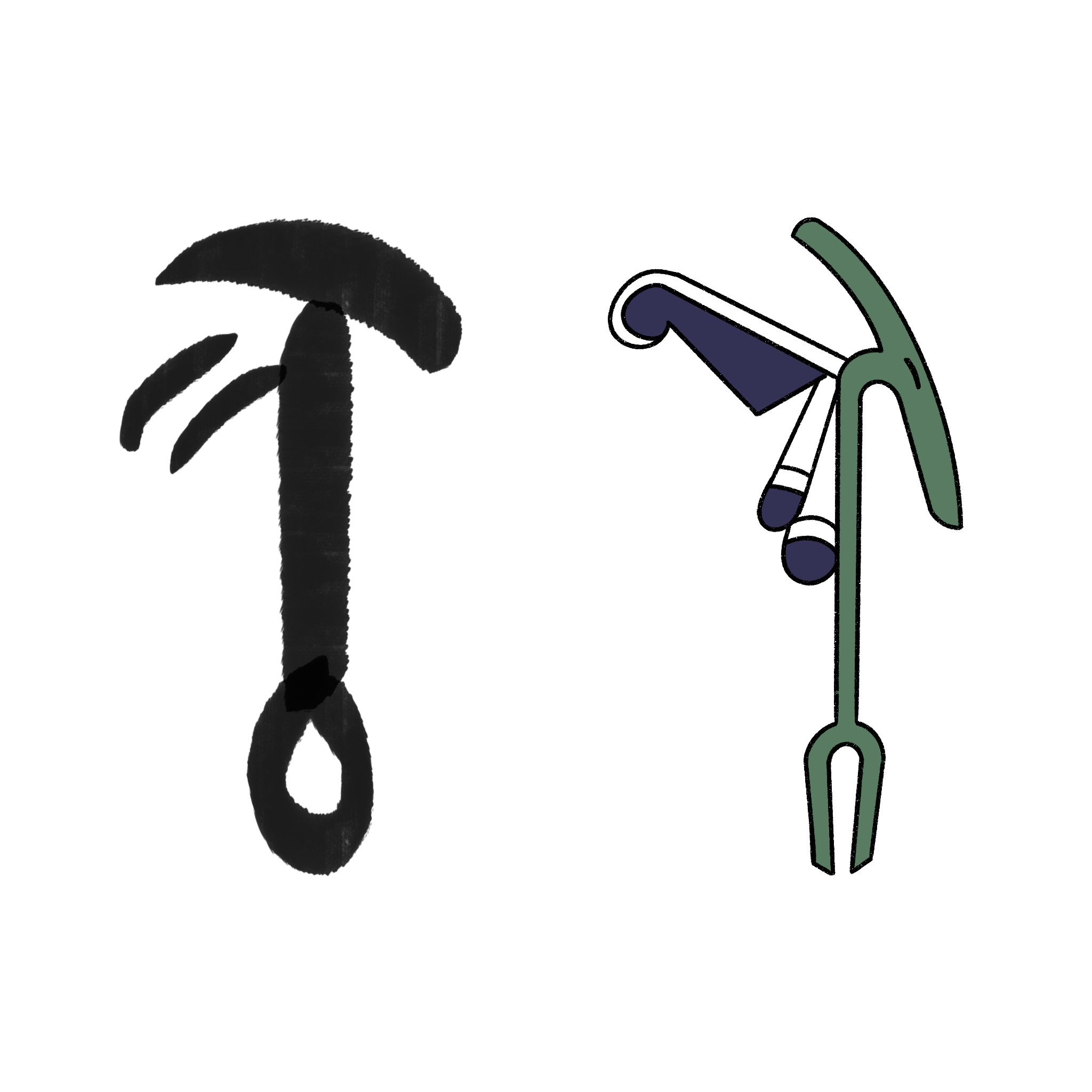
Version hiératique et hiéroglyphique

Le sceptre Ouas orné en hiéroglyphes égyptiens, est classifié dans la section R « Mobilier cultuel et emblèmes sacrés » de la liste de Gardiner ; il y est noté R19.

## Représentation
Il représente le symbole du nome du Sceptre et de sa ville principale Thèbes. Il est composé d'un sceptre Ouas (hiéroglyphe S40) orné d'une plume d'autruche accompagné d'autre plume ou de bandelette. Il est translittéré kȝp ou kp.

## Utilisation
| R19 | t · O49 |

| R19 | t · O49 |

| F12 | s | R19 | O49 |

| F12 | s | R19 | O49 |

| R19 | t · t | W22 |

| R19 | t · t | W22 |

| S40 |

| S40 |